# 1849.
◄ | 18. stoljeće | 19. stoljeće | 20. stoljeće | ►
◄ | 1810-ih | 1820-ih | 1830-ih | 1840-ih | 1850-ih | 1860-ih | 1870-ih | ►
◄◄ | ◄ | 1846. | 1847. | 1848. | 1849. | 1850. | 1851. | 1852. | ► | ►►
Arhitektura • Astronomija • Biologija • Fotografija • Glazba • Kazalište • Kemija • Kiparstvo • Knjige • Književnost • Kršćanstvo • Meteorologija • Medicina • Politika • Pravo • Promet • Slikarstvo • Šport • Znanost • Željeznički promet

## Događaji
- Franjo Josip I. uvodi oktroirani ustav; prestaje izlaziti Danica
- Osnovana Umjetnička radionica Heferer, tvrtka najzaslužnija za razvitak orguljarstva u Hrvatskoj.
- 5. ožujka – Bitka kod Kaponje, dio Revolucije u Mađarskoj 1848.

## Rođenja
- 2. ožujka – Teodor Georgiević, hrvatski političar († 1910.)
- 11. srpnja – Nicholas Edward Brown, engleski taksonom († 1934.)
- 28. srpnja – Vjekoslav Klaić, hrvatski povjesničar i pisac († 1928.)
- 31. srpnja – Milutin Kukuljević Sakcinski, hrvatski političar († 1910.)
- 27. kolovoza – Ivan Rendić, hrvatski kipar († 1932.)
- 26. rujna – Ivan Pavlov, ruski fiziolog († 1936.)

## Smrti
- Max Joseph Roemer, njemački botaničar  (* 1791.)
- 2. siječnja – Ivan Nepomuk Labaš, hrvatski heraldičar, kolekcionar, prevoditelj (* 1785.)
- 8. veljače – France Prešern, slovenski pjesnik i preporoditelj (* 1800.)
- 28. svibnja – Anne Brontë, engleska književnica, autorica djela Stanarka napuštene kuće (* 1820.)
- 15. lipnja – James Knox Polk, 11. predsjednik SAD-a (* 1795.)
- 5. rujna – Antun Nemčić, hrvatski književnik (* 1816.)
- 6. listopada – Dragutin Knežić, hrvatski general (* 1808.)
- 7. listopada – Edgar Allan Poe, američki književnik (* 1809.)
- 17. listopada – Frédéric Chopin, poljski skladatelj (* 1810.)

## Vanjske poveznice
|  | Zajednički poslužitelj ima još gradiva o temi 1849. |